# Marcus Hook Roll Band
Marcus Hook Roll Band — австралийская рок-группа, созданная Гарри Вандой и Джоржем Янгом в 1972 году. Изначально проект задумывался как шутка, но впоследствии перерос в нечто серьёзное и стал первым совместным проектом, в котором участвовали будущие основатели AC/DC Малькольм Янг и Ангус Янг.

## История группы
После раскола The Easybeats, Джордж и Гарри остались в Лондоне, работая продюсерами на Young Blood, выпустив пару очень хороших синглов под разными псевдонимами, среди которых были Paintbox, Haffy's Whiskey Sour, Tramp. После первых сессий работы с Уолли Уоллером на EMI был записан сингл Natural Man, который привлёк внимание нужных людей. Второй сингл Lousiana Lady был записан в ноябре '72.
При рассмотрении названий проекта, выбор пал в пользу "Marcus Hook Roll Band", первоначально коронная фразочка и шуточка Джорджа, впоследствии обретшая серьёзную ауру. Альбом Tales Of Old Grand Daddy мог не появиться, если бы не Тед Альберт, построивший очередной зал с аппаратурой, когда как Джордж и Гарри летели домой в Австралию, чтобы записать сольный диск Стиви Райта, (ex-EasyBeats). Но этот "тихий омут" раскачал Уолли Уоллер, прилетевший из Британской дыры с посланием от Capitol, в котором было сказано, что на том свете ждут альбом. (Старый свет, Британия).
Состав:
- Джордж Янг — вокал, гитара, фортепиано, бас,
- Гарри Ванда — гитара, вокал,
- Александр Янг — саксофон,
- Ангус Янг — гитара,
- Малькольм Янг — гитара,
- Фредди Смит — басс,
- Иэн Кэмпбелл — ударные,
- Джон Проуд — ударные,
- Говард Кейси — саксофон.

Группа выпустила только один альбом под названием Tales of Old Grand Daddy (1973), который записывался в Сиднее и вышел на Британском лейбле EMI. В названии альбома фигурирует бурбон "Old Grand-Dad Jim Beam, которым «вдохновлялись» музыканты
Продюсер альбома Уолли Уоллер вспоминал:

 "Думаю, я немного тогда перестарался. (Смеётся) Этот «бонус» я получил в сети магазинов Duty Free. Это был мой любимый напиток. Виски – Old Grand Dad. Этот же напиток был любимым у Джорджа и Гарри."Оригинальный текст (англ.)
Позже была выпущена версия этого альбома в США на студии Capitol Records c «бюджетной» зелёной обложкой (#SN-11991) на волне успеха группы Flash And The Pan, которую продюсировали Джордж Янг и Ванда. Группа также выпустила три сингла:
- «Natural Man»/«Boogalooing Is For Wooing»,
- «Louisiana Lady»/«Hoochie Coochie Har Kau (Lee Ho’s Blues)» и
- «Can’t Stand the Heat»/«Moonshine Blues».

Альбом Tales of Old Grand Daddy был перевыпущен 2 июня 2014 года на CD и виниле с бонус треками ранее не издававшимися.